# Іродіон (Жураківський)
Іродіо́н Журакі́вський або Іван Журакі́вський (? — 8 жовтня 1736, Київський Межигірський монастир, Україна) — український церковний діяч, політик, освітянин. Випускник Києво-Могилянської Академії. Архієпископ Чернігівський та Новгород-Сіверський безпатріаршої РПЦ.

## Біографія
Іван походив з шляхетського роду герба «Сас», основоположником якого був сотник Сосницький Чернігівського полку Михайло Жураківський. Закінчив повний курс навчання у Києво-Могилянській Академії на початку 1680-тих рр.
1685 р. висвячено на диякона Київського Межигірського монастиря, 1687 р. — на ієромонаха, 1690 р. — намісник цього монастиря.
1709 р. опинився у змові з колишнім протектором України — царем Петром І (Романовим). Здійснив шпигунську місію на Запорізьку Січ для розірвання союзу Гетьманщини та Січі, перетягнення низовиків на бік окупаційної московської влади. Історик В. Литвин прямо називає монаха Іродіона агентом Петра І. Його місія — дарма, що невдала — була оцінена Москвою: він нагороджений саном архімандрита, піднесено статус самого Межигірського монастиря.
1721 р. — один з кандидатів на трон Київської митрополії. Для висвячення рушив аж у Санкт-Петербург, але Московія вирішила взагалі ліквідувати київську митрополичу кафедру. Тим не менше, для о. Іродіона знайшли вакансію — єпископа Чернігівського та Новгород-Сіверського.
Попри повну лояльність до Московії, владика Іродіон не уникнув політичних переслідувань. Бо захищав права та маєтності церков, даних ще Гетьманами до окупації 1709 року. Йому закидали контакти з полоненим наказним Гетьманом Павлом Полуботком (1725 р.), що призвело до його опали. Але фактично врятував особисту бібліотеку Полуботка, детальний опис якої зберігся у реєстрі майна, який приймав владика:
|  | Два Бароніуши русскіе, Житія Святых Отец дві, Гербор великий, Описание порядка державнаго, Часослов московскій, Меч духовний, Псалтірь велика под червоною оправою, Требник великій, Книга польская подгатином оправленная, Тріодь постная, Спекулом Саксонум, Синоніма велика, Кнапіуш великій, Панагирик польскій, Философія панская, Книги для записок четыре, Калепин великій, Літопись писаній Св. Димитрія Ростовскаго, Книга для запису, Книга записки руки покойнаго пана, Книга Мир с Богом, Книга аптечная писана уставом, Другая философія писанная, Реторика покойнаго пана, Регламент, Книжка латинская оправленная білою оправою, Ілот-ропіон, Параклис в червоной оправі, Псалтирь паничева зелена чверткова, Акафист жолтый, Часослов старый". ... |

### Учасник церемонії обрання гетьмана
Брав участь в обранні гетьмана Данила Апостола 1 (12) жовтня 1727 року у Глухові.
Особисто листувався з Ясновельможним Гетьманом України Данилом Апостолом у церковних справах, але 23 грудня 1733 р. залишив кафедру та оселився у рідному Межигірському м-рі.

## Освітня праця
Владика Іродіон доклав багатьох зусиль для розвитку Чернігівського колеґіуму. Сприяв створенню риторичного курсу Феофана Жолтовського (1726 р.) «Дім Тулліанового красномовства» (неопублікований). У листах до Гетьмана Данила Апостола містяться цінні дані про стан тогочасного українського шкільництва.
Виступав різко проти так званого спадкового передавання священства на парафіях — від батька до сина, які без отримання освіти прагнули отримати приходи (проблема стосувалася не лише Гетьманщини, але й Слобожанщини).
За даними російських істориків XIX ст., прагнув унезалежнити церковний клир від світського впливу. Мав досить грізну вдачу і нажив собі багато ворогів, та мав і відданих учнів. Серед них свт. Арсеній (Мацієвич), який згодом відкрито виступить проти антицерковної політики російських монархів:
|  | 1729 року він (Арсеній Мацієвич) приїздить до Чернігова і зупиняється у Свято-Троїцькому Іллінському монастирі. Неабиякий вплив на молодого ієромонаха справив тамтешній єпископ Іродіон Жураківський, ревний прихильник всього церковного і противник втручання світської влади у церковні справи... |

У політичних поглядах пройшов еволюцію від переконаного москвофіла та учасника антимазепинської змови до жорсткого прихильника зміцнення гетьманської влади та самоуправління Київської митрополії. Щоправда, історичні обставини різко змінилися і зовсім останньому не сприяли.